# Diocese de Irapuato
A Diocese de Irapuato (em latim: Dioecesis Irapuatensis) é uma diocese da Igreja Católica localizada no município de Irapuato, no estado de Guanajuato, pertencente a Arquidiocese de León no México. Foi fundada em 3 de janeiro de 2004 pelo Papa João Paulo II. Com uma população católica de 1.639.000 habitantes, sendo 96,3% da população total, possui 70 paróquias com dados de 2021.

## História
Em 3 de janeiro de 2004 o Papa João Paulo II cria a Diocese de Irapuato através dos territórios da Diocese de León e da Arquidiocese de Morelia. Em 2006 a Diocese de Irapuato tem sua província eclesiástica alterada, passando de San Luis Potosi para León.

## Lista de bispos
A seguir uma lista de bispos desde a criação da diocese em 2004.
|                                                   | Nome                          | Período            | Notas                               |
| Bispos de Irapuato                                | Bispos de Irapuato            | Bispos de Irapuato | Bispos de Irapuato                  |
| ------------------------------------------------- | ----------------------------- | ------------------ | ----------------------------------- |
| 2º                                                | Enrique Díaz Díaz             | 2017 - atual       |                                     |
| 1º                                                | José de Jesús Martínez Zepeda | 2004 - 2017        | Nomeado bispo emérito dessa diocese |
| Outros padres dessa diocese que se tonaram bispos |                               |                    |                                     |
| 2º                                                | Francisco González Ramos      | 2014               | Nomeado bispo de Izcalli            |
| 1º                                                | José Guadalupe Torres Campos  | 2005               | Nomeado bispo de Ciudad Juárez      |